# Beeline
Beeline (ros. Билайн) – marka telekomunikacyjna należąca do rosyjskiego przedsiębiorstwa PJSC VimpelCom (zał. 1992). Wystartowała w 1993 roku. Oferuje usługi telefonii komórkowej.